# Experimento de Ives y Stilwell

Figura 1. Experimento de Ives y Stilwell (1938). Se aceleraron "rayos anódicos" (una mezcla mayoritariamente de iones de H_{2}^{+} y de H_{3}^{+}) a través de placas perforadas cargadas con entre 6.788 y 18.350 voltios. El haz y su imagen reflejada se observaron simultáneamente con la ayuda de un espejo cóncavo desplazado 7° del haz.

Figura 2. El elemento dispersante del espectrógrafo era una rejilla de difracción encendida para maximizar la cantidad de luz total proyectada de primer orden. Una lente telescópica de alta calidad de cinco pies de distancia focal colimó la luz de la rendija en un haz paralelo sobre la rejilla, y luego la luz difractada fue enfocada por una lente similar sobre una placa fotográfica. Todo el aparato se montó sobre una plataforma estable y se realizó en una sala de temperatura constante regulada a 0,1 °C.

El experimento de Ives-Stilwell probó la contribución de la dilatación del tiempo relativista al efecto Doppler de la luz. El resultado estuvo de acuerdo con la fórmula del efecto Doppler transversal (EDT) y fue la primera confirmación cuantitativa directa del factor de dilatación del tiempo. Desde entonces, se han realizado muchos experimentos del mismo tipo que el de Ives y Stilwell, cada vez con mayor precisión. Junto con el experimento de Michelson y Morley y el de Kennedy y Thorndike, forma una de las pruebas fundamentales de la teoría de la relatividad especial. Otras pruebas que confirman el efecto Doppler relativista son el Experimento con rotores de Mössbauer y los experimentos modernos de Ives y Stilwell.
Albert Einstein predijo tanto la dilatación del tiempo como el efecto Doppler relativista en su artículo fundamental de 1905.
Posteriormente (en 1907), propuso un experimento basado en la medición de las frecuencias relativas de la luz percibida como proveniente de "rayos anódicos" (haces de iones positivos creados por ciertos tipos de tubos gas de descarga) en movimiento con respecto al observador, y calculó el desplazamiento Doppler adicional debido a la dilatación del tiempo. Este efecto se denominó posteriormente "efecto Doppler transversal" (EDT), ya que inicialmente se pensó que tales experimentos se realizarían considerando el sentido perpendicular con respecto al movimiento de la fuente, para evitar la influencia del desplazamiento Doppler longitudinal. Finalmente, Herbert E. Ives y G. R. Stilwell (refiriéndose a la dilatación del tiempo según la teoría de Lorentz y de Larmor) abandonaron la idea de medir este efecto en ángulos recto. Utilizaron rayos en dirección longitudinal y encontraron una manera de separar el efecto Doppler transversal, mucho más pequeño, del efecto Doppler longitudinal, mucho más grande. El experimento se realizó en 1938 y se repitió varias veces. Se realizaron experimentos similares varias veces con mayor precisión, por ejemplo, Otting (1939), Mandelberg et al. (1962), Hasselkamp et al. (1979), y Botermann ' 'et al.

## Experimentos con "rayos anódicos"

### Retos experimentales
Los primeros intentos de medir el efecto Doppler transversal de segundo orden en los rayos anódicos (también conocidos como rayos canales) fracasaron por completo. Por ejemplo, las mediciones realizadas por Stark en 1906 mostraron errores sistemáticos diez veces mayores que el efecto que se pretendía medir. La velocidad máxima alcanzable en los primeros tubos de descarga de gas era aproximadamente de 0,005 c (siendo c la velocidad de la luz), lo que implicaba un desplazamiento Doppler transversal de solo aproximadamente 1,25 × 10−5. El pequeño efecto Doppler transversal alcanzable fue considerablemente menor que el ancho de las líneas de emisión, que eran relativamente difusas debido al ensanchamiento de las líneas Doppler resultante de la falta de uniformidad de las velocidades de los iones.
En la década de 1930, las mejoras en los tubos de rayos anódicos permitieron afinar considerablemente las líneas de emisión. Sin embargo, incluso con estas mejoras, realizar el experimento como se imagina habitualmente (con la observación realizada en ángulo recto con respecto al haz) sería extremadamente difícil, ya que pequeños errores en el ángulo de observación darían como resultado desplazamientos de líneas de magnitud comparable a la magnitud del efecto esperado.

Figura 3. Por qué es difícil medir con precisión el efecto Doppler transversal (EDT) utilizando un haz transversal. La ilustración muestra los resultados de intentar medir la línea de 4861 ångström emitida por un haz de "rayos anódicos" mientras se recombinan con electrones extraídos del gas hidrógeno diluido usado para llenar el tubo de descarga. Con v = 0.005 c, el resultado previsto del EDT sería una línea de 4861,06 ångström. A la izquierda, el desplazamiento Doppler convencional provoca un ensanchamiento de la línea de emisión hasta tal punto que no se puede observar el EDT. En el medio se ve que incluso si se fija la atención en el centro exacto del haz, desviaciones muy pequeñas del haz desde un ángulo recto exacto introducen cambios comparables al efecto previsto. Ives y Stilwell utilizaron un espejo cóncavo que les permitió observar simultáneamente un haz directo casi longitudinal (azul) y su imagen reflejada (rojo). Espectroscópicamente, se observarían tres líneas: una línea de emisión no desplazada y líneas desplazadas al azul y al rojo. El promedio de las líneas desplazadas al rojo y al azul se comparó con la línea no desplazada.

Para evitar los problemas asociados con la observación del haz en ángulos rectos, Ives y Stilwell utilizaron un pequeño espejo dentro del tubo de rayos anódicos (Fig. 1 y Fig. 3) para observar el haz simultáneamente en dos direcciones, tanto a favor como en contra de los movimientos de las partículas. El EDT se manifestaría como un desplazamiento del centro de gravedad de las líneas espectrales simultáneamente desplazadas hacia el rojo y el azul.

### Soporte teórico
Ives realizó en 1937 un análisis detallado de los desplazamientos espectrales que se esperaban de los haces de partículas observados en diferentes ángulos siguiendo una "prueba de la teoría" que era consistente con el experimento de Michelson y Morley y el experimento de Kennedy y Thorndike, pero que difería de la relatividad especial (y de la matemáticamente equivalente teoría de Lorentz y Lamor) al incluir un parámetro {\displaystyle n} cuyo valor no podía ser determinado únicamente por los mencionados experimentos. Distintos valores de {\displaystyle n} corresponderían a varias combinaciones de contracción de longitud, expansión de ancho y dilatación del tiempo, donde {\displaystyle n=1} sería el valor predicho por la relatividad especial. Ives propuso el experimento óptico descrito en este artículo para determinar el valor preciso de {\displaystyle n.}
No se va apresentar el análisis de Ives de 1937, sino que se van a comparar las predicciones de la relatividad especial con las predicciones de la teoría sobre el éter "clásica" con el aparato estacionario respecto al éter hipotético, a pesar de que los experimento de Michelson y Morley y el experimento de Kennedy y Thorndike ya habían descartado el éter clásico con anterioridad.

#### Análisis clásico
En el efecto Doppler clásico, la longitud de onda de la luz percibida por un observador estacionario de la luz emitida por una fuente que se mueve a una velocidad {\displaystyle v} alejándose o acercándose al observador está dada por:
{\displaystyle \lambda _{obs}=\lambda \cdot (1\pm \beta )} donde {\displaystyle \beta =v/c}
El signo superior (+) se utiliza si la fuente se aleja del observador, y el signo inferior (-) si se acerca.
- Se observa que la magnitud del cambio de longitud de onda de la fuente que se aleja del observador es exactamente igual a la magnitud del cambio de longitud de onda de la fuente que se acerca al observador.
- El promedio de las longitudes de onda observadas para una fuente que se aleja del observador y la fuente que se acerca al observador a la misma velocidad es exactamente igual a la longitud de onda de la fuente.[11]

#### Análisis relativista
En el efecto Doppler longitudinal relativista, la longitud de onda observada con la fuente y el observador alejándose uno del otro a una velocidad {\displaystyle v} viene dado por:
{\displaystyle \lambda _{obs}=\lambda \cdot {\frac {\sqrt {1+\beta }}{\sqrt {1-\beta }}}\,\,} donde {\displaystyle \beta =v/c}
A continuación, se invierten los signos y la fuente y el observador se acercarán uno al otro. En el experimento de Ives y Stilwell, la observación del haz de partículas directo se desplazará hacia el azul, mientras que la vista del haz de partículas reflejado se desplazará hacia el rojo.
Los primeros términos de la expansión mediante una serie de Taylor para la expresión de la vista del haz de partículas directo vienen dados por:
{\displaystyle \lambda _{obs}=\lambda \cdot \left(1-\beta +{\frac {\beta ^{2}}{2}}-{\frac {\beta ^{3}}{2}}+{\frac {3\beta ^{4}}{8}}\ldots \right)}
mientras que los primeros términos de la expansión de la serie de Taylor para la vista del haz de partículas reflejado vienen dados por
{\displaystyle \lambda _{obs}=\lambda \cdot \left(1+\beta +{\frac {\beta ^{2}}{2}}+{\frac {\beta ^{3}}{2}}+{\frac {3\beta ^{4}}{8}}\ldots \right)}
Los términos de potencia par tienen el mismo signo para ambas vistas, lo que significa que tanto los rayos directos como los reflejados mostrarán un aumento en la longitud de onda sobre lo predicho por el análisis Doppler clásico.
El promedio de las longitudes de onda directa y reflejada viene dado por
{\displaystyle \lambda _{avg}=\lambda \cdot \left(1+{\frac {\beta ^{2}}{2}}+{\frac {3\beta ^{4}}{8}}\ldots \right)=} {\displaystyle {\frac {\lambda }{\sqrt {1-\beta ^{2}}}}=\gamma \cdot \lambda }
donde {\displaystyle \gamma } es el factor de Lorentz. Por lo tanto, la relatividad especial predice que el centro de gravedad de las líneas desplazadas por el efecto Doppler en una fuente que se mueve hacia un observador y su imagen reflejada alejándose del observador, se desplazarán con respecto a las líneas de emisión no desplazadas en una cantidad igual al efecto Doppler transversal.

### Experimento de 1938

Figura 4. Línea de Balmer con desplazamiento Doppler según el experimento de Ives Stilwell

En el experimento, Ives y Stilwell utilizaron tubos de descarga de hidrógeno como fuente de rayos catódicos, que consistían principalmente en iones positivos H2+ y H3+ (los iones H+ libres estaban presentes en una cantidad demasiado pequeña para ser utilizables, ya que se combinaban rápidamente con las moléculas H2 para formar iones H3+). Estos iones, después de ser acelerados a alta velocidad en el tubo de descarga, interactuarían con las moléculas del gas de relleno (que a veces incluía otros gases además de H2) para liberar átomos de hidrógeno atómico excitados cuyas velocidades estaban determinadas por las relaciones carga-masa de los iones originales de H2+ y H3+. Los átomos de hidrógeno atómico excitados emitieron líneas de emisión brillantes. Para su artículo, Ives y Stilwell se centraron en la línea azul verdosa 4861 Å {\displaystyle H_{\beta }} de la serie de Balmer. La Fig. 4 muestra un ejemplo de los resultados que obtuvieron, con una línea de emisión no desplazada en el centro y las líneas del hidrógeno atómico desplazadas por el efecto Doppler sobre los iones H2+ y H3+ a tres voltajes diferentes a cada lado de la línea central. Las velocidades de las partículas, medidas por los desplazamientos Doppler de primer orden, estuvieron consistentemente dentro del 1% de los valores calculados por la relación teórica {\displaystyle eE=M(v^{2}/c^{2})/2,} donde e es la carga del átomo de hidrógeno, E es el voltaje entre las placas de los electrodos y M es la masa de la partícula observada.
La asimetría de las líneas desplazadas por el efecto Doppler con respecto a la línea de emisión central no desplazada no es evidente en una inspección superficial, y requiere una extrema precisión de medición y una cuidadosa atención a las fuentes de error sistemático. En su disposición óptica, ilustrada en la Fig. 2, el desplazamiento de primer orden (Doppler clásico) de las emisiones de los iones H2+ a 20.000 voltios fue de aproximadamente 2 mm. El desplazamiento de segundo orden esperado del centro de gravedad de las vistas directa y reflejada de las emisiones fue solo de aproximadamente 0.005 mm, que correspondía a 0.05 Å, lo que requería precisiones de medición de varias décimas de micra.

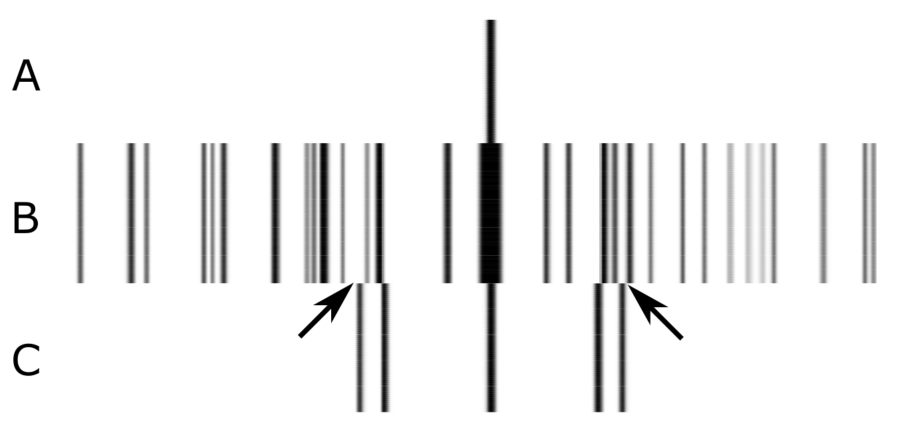
Figura 5. Líneas de emisión del H_{β} y líneas de absorción molecular del H_{2} en el experimento de Ives y Stilwell

Las mediciones iniciales de los desplazamientos fueron muy erráticas. Se descubrió que la fuente de los errores no sistemáticos en la medición del centro de gravedad de las líneas desplazadas se debía al complejo espectro de absorción molecular del gas de relleno del tubo de descarga. Una línea de emisión que pasa junto a una línea de absorción molecular del gas de relleno sería absorbida de manera diferencial en un lado o en el otro de su centro nominal y, por lo tanto, se perturbaría la medición de su longitud de onda. La Fig. 5 ilustra el problema, mientras que la Fig. 5A ilustra una línea de emisión del {\displaystyle H_{\beta }} no desplazada. La Fig. 5B ilustra el espectro de absorción molecular del gas de relleno, obtenido al fotografiar el espectro del arco detrás del electrodo del tubo de rayos catódicos (véase Fig. 1). La Fig. 5C ilustra una línea de emisión del {\displaystyle H_{\beta }} no desplazada, rodeada por las líneas de emisión del {\displaystyle H_{\beta }} desplazadas del H2+ y del H3+. Al voltaje particular elegido, las líneas de H2+ están libres de las líneas de absorción molecular (véanse las flechas), pero las líneas del H3+ no lo están.

Figura 6. Desplazamientos de segundo orden calculados y observados comparados con los desplazamientos Doppler de primer orden

Como resultado de este problema, la cantidad de voltajes disponibles que producían líneas directas y reflejadas en espacios despejados era relativamente limitada.
Ives y Stilwell compararon sus resultados con las expectativas teóricas utilizando varios enfoques. La Fig. 6 compara los cambios del centro de gravedad teóricos frente a los medidos de {\displaystyle \Delta \lambda _{2}} representados frente a los cambios según el efecto Doppler de primer orden de las líneas de emisión {\displaystyle \Delta \lambda _{1}.} La ventaja de este procedimiento sobre el otro método presentado en su artículo (trazar los cambios del centro de gravedad contra la velocidad calculada, basada en el voltaje) es que era independiente de cualquier error de medición de voltaje y no requería ningún supuesto relativo a la relación voltaje-velocidad.
En términos de la teoría de prueba de Ives de 1937, es la estrecha concordancia entre los desplazamientos observados del centro de gravedad frente al apoyo teórico esperado {\displaystyle n=1,} que corresponde a la contracción de la longitud por el factor de Lorentz {\displaystyle \lambda } en la dirección del movimiento, sin cambios de longitud en ángulo recto con respecto al movimiento y la dilatación del tiempo por el factor de Lorentz. Por lo tanto, los resultados validaron una predicción clave de la teoría de la relatividad, aunque cabe señalar que el propio Ives prefirió interpretar los resultados en términos de la obsoleta teoría de Lorentz y Lamor.

### Experimento de 1941
En el experimento de 1938, el efecto Doppler transversal máximo se limitó a 0,047 Å. La principal dificultad que encontraron Ives y Stilwell al intentar lograr cambios mayores fue que cuando elevaban el potencial eléctrico entre los electrodos aceleradores por encima de 20.000 voltios, se producían roturas y chispas que podían conducir a la destrucción del tubo.
Esta dificultad se superó mediante el uso de múltiples electrodos. Utilizando una versión de cuatro electrodos del tubo de rayos anódicos con tres pasos, se pudo lograr una diferencia de potencial total de 43.000 voltios. Se utilizó una caída de voltaje de 5000 voltios en el primer paso, mientras que la caída de voltaje restante se distribuyó entre el segundo y el tercer pasos. Con este tubo, se logró un desplazamiento máximo de 0,11 Å para los iones H2+.
También se mejoraron otros aspectos del experimento. Pruebas cuidadosas demostraron que las partículas "no desplazadas" que producían la línea central en realidad adquirieron una pequeña velocidad que se les impartió en la misma dirección de movimiento que las partículas en movimiento (no más de aproximadamente 750 metros por segundo). En circunstancias normales esto no tendría ninguna consecuencia, ya que este efecto solo daría como resultado un ligero ensanchamiento aparente de las imágenes directas y reflejadas de la línea central. Pero si el espejo estuviera empañado, se podría esperar que la línea central se desplazara ligeramente, ya que la vista reflejada desplazada al rojo de la línea de emisión contribuiría menos a la longitud de onda medida que la vista directa desplazada al azul. Se realizaron otros controles para abordar diversas objeciones de los críticos del experimento original.
El resultado neto de toda esta atención al detalle fue la verificación completa de los resultados de Ives y Stilwell de 1938 y la extensión de estos resultados a velocidades más altas.

## Experimentos con rotores de Mössbauer

El experimento de Kündig (1963). Se montó un absorbente de ^{57}Fe a 9,3 cm del eje del rotor de una ultracentrífugadora de Mössbauer, y una fuente de ^{57}Co en un transductor piezoeléctrico (PZT) situado en el centro del rotor. El giro del rotor provocaba que la fuente y el absorbente perdieran la resonancia. Un voltaje modulado aplicado al transductor ponía la fuente en movimiento radial con respecto al absorbente, de modo que se pudo medir la cantidad de desplazamiento Doppler convencional que restauraría la resonancia. Por ejemplo, retirar la fuente a 195 micrómetros/s produjo un desplazamiento Doppler convencional al rojo equivalente al desplazamiento Doppler transversal resultante de hacer girar el absorbente a 35.000 rpm

### Efecto Doppler relativista
Los experimentos con rotores de Mössbauer lograron una confirmación más precisa del efecto Doppler relativista. Desde una fuente situada en el centro de un disco giratorio, se enviaban rayos gamma a un absorbente situado en el borde del disco (en algunas variantes, esta disposición se invirtió) y se colocó un contador estacionario más allá del absorbente. Según la teoría de la relatividad, la frecuencia característica de la absorción de resonancia del absorbente en movimiento situado en el borde debería disminuir debido a la dilatación del tiempo, por lo que aumentaría la transmisión de rayos gamma a través del absorbente, que posteriormente era medida por el contador estacionario situado más allá del absorbente. En realidad, este efecto se observó utilizando el efecto Mößbauer. La desviación máxima de la dilatación del tiempo fue de 10−5, por lo que la precisión fue mucho mayor que la de los ensayos de Ives y Stilwell (10−2). Estos experimentos fueron realizados por Hay et al. (1960),
Champeney et al. (1963, 1965), y Kündig (1963).

### Isotropía de la velocidad de la luz
También se utilizaron experimentos con rotores de Mössbauer para medir una posible anisotropía de la velocidad de la luz. Es decir, un posible viento del éter debería ejercer una influencia perturbadora sobre la frecuencia de absorción. Sin embargo, como en todos los demás experimentos de deriva del éter (como el experimento de Michelson y Morley), el resultado fue negativo, lo que puso un límite superior a la deriva del éter de 2,0 cm/s. Experimentos de ese tipo fueron realizados por Champeney y Moon (1961), Champeney et al. (1963), Turner y Hill (1964), y Preikschat supervisados por Isaak (1968).

## Experimentos modernos

### Relojes de movimiento rápido
Se ha logrado una precisión considerablemente mayor en las variantes modernas de los experimentos de Ives y Stilwell. En anillos de almacenamiento de iones pesados, como el TSR del Instituto Max Planck de Física Nuclear o el ESR del Centro GSI Helmholtz para la investigación de iones pesados, se evalúa el desplazamiento Doppler de los iones de litio que viajan a alta velocidad utilizando espectroscopia de saturación libre de efecto Doppler o doble resonancia óptica-óptica.

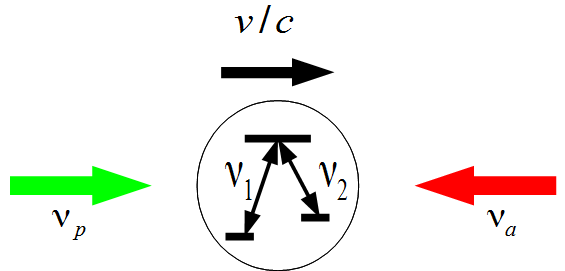
Vista esquemática de una espectroscopia óptica de doble resonancia con las frecuencias de transición y de un ion en movimiento y rayos láser contrapropagantes con las frecuencias y

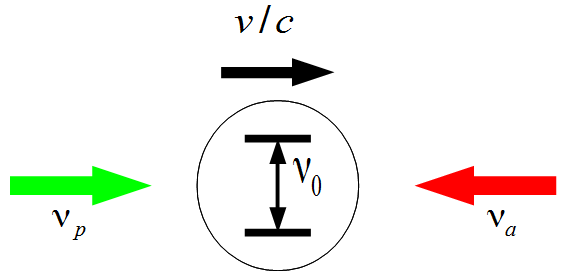
Vista esquemática de espectroscopía de saturación con las frecuencias de transición de un ion en movimiento y rayos láser que se propagan en contra con las frecuencias y

Debido a sus frecuencias emitidas, estos iones pueden considerarse como relojes atómicos ópticos de alta precisión. Utilizando el marco de Mansouri-Sexl, una posible desviación de la relatividad especial se puede cuantificar mediante:
{\displaystyle {\frac {\nu _{a}\nu _{p}}{\nu _{1}\nu _{2}}}=1+2{\hat {\alpha }}\beta ^{2},}[cita requerida]
con {\displaystyle \nu _{a}} como frecuencia del rayo láser que se propaga en sentido contrario al haz de iones y {\displaystyle \nu _{p}} como frecuencia del rayo láser que se propaga en paralelo al haz de iones. {\displaystyle \nu _{1}} y {\displaystyle \nu _{2}} son las frecuencias de transición de las transiciones en reposo. {\displaystyle \beta =v/c}, con {\displaystyle v} como velocidad del ion y {\displaystyle c} como la velocidad de la luz. En el caso de la espectroscopia de saturación, la fórmula cambia a:
{\displaystyle {\frac {\nu _{a}\nu _{p}}{\nu _{0}^{2}}}=1+2{\hat {\alpha }}\beta ^{2},}
con {\displaystyle \nu _{0}} como frecuencia de transición en reposo. En el caso de que la relatividad especial sea válida, {\displaystyle {\hat {\alpha }}} es igual a cero.
| Autor            | Año  | Velocidad       | Límite superior de {\displaystyle \|{\hat {\alpha }}\|} |
| ---------------- | ---- | --------------- | ------------------------------------------------------- |
| Grieser et al.   | 1994 | 0.064 c         | ≤ 8×10-7                                                |
| Saathoff et al.  | 2003 | 0.064 c         | ≤ 2×10-7                                                |
| Reinhardt et al. | 2007 | 0.03 c, 0.064 c | ≤ 8×10-8                                                |
| Novotny et al.   | 2009 | 0.338 c         | ≤ 1×10-6                                                |
| Botermann et al. | 2014 | 0.338 c         | ≤ 2×10-8                                                |

### Ralentización de relojes
Mientras tanto, también se ha logrado medir la dilatación del tiempo a velocidades muy pequeñas, no relativistas. Chou et al. (2010) crearon dos relojes, cada uno con un único ion 27Al+ en una trampa iónica cuadrupolar. En un reloj, el ion Al+ iba acompañado de un ion 9Be+ como ion "lógico", mientras que en el otro iba acompañado de un ion 25Mg+. Los dos relojes se ubicaron en laboratorios separados y se conectaron mediante una fibra óptica estabilizada en fase de 75 m de largo para el intercambio de señales de los relojes. Estos relojes atómicos ópticos emitían frecuencias en el rango de petahercios (1 PHz = 1015 Hz) y tenían incertidumbres de frecuencia en el rango de 10−17. Con estos relojes, fue posible medir un cambio de frecuencia debido a la dilatación del tiempo de ~10−16 a velocidades inferiores a 36 km/h (< 10 m/s, la velocidad de un buen atleta en la prueba de los 100 m lisos) comparando los iones de aluminio en movimiento y en reposo. También fue posible detectar la dilatación del tiempo gravitacional a partir de una diferencia de elevación entre los dos relojes de 33 cm.

## Lectura adicional
- Roberts, T.; Schleif, S.; Dlugosz, J. M. (2007). «What is the experimental basis of Special Relativity?». Usenet Physics FAQ. Universidad de California en Riverside.

- Datos: Q1675733